# Benedikt Weber
Benedikt Weber, detto Beni (Monaco di Baviera, 18 gennaio 1974), è un conduttore televisivo e doppiatore tedesco,nel campo della televisione per bambini e ragazzi, Weber è uno dei doppiatori più attivi in Germania. La sua voce è presente in molte serie e film, sia in televisione che al cinema.

## Conduzione televisiva
- Pumuckl TV (1995-2007)
- Art Attack (1995-2007)
- Boing (con Singa Gätgens) (1998-2000)
- Cool oder Crash (2000-2006)
- Dein Song (2008)
- Woozle Goozle (2012-2019)
- Die Beni Challenge (2018-in corso)

## Doppiaggio

### Film
- Drake Bell in Merry Christmas, Drake & Josh, Un fantafilm - Devi crescere, Timmy Turner!, Rags, Un Fanta Natale, Il FantaParadiso
- Jonathan Taylor Thomas in A casa per Natale
- Ryan Reynolds in Maial College, Foolproof, Just Friends (Solo amici)
- Lee Ingleby in Harry Potter e il prigioniero di Azkaban
- Chris Evans in I Fantastici 4, I Fantastici 4 e Silver Surfer, Deadpool & Wolverine
- Paul Wesley in Fallen: The Beginning, Fallen 2: The Journey, Fallen 3: The Destiny
- Glen Powell in Hit Man - Killer per caso

### Serie televisive
- Umino Gurio in Sailor Moon
- Cat in CatDog
- Stan Marsh in South Park
- Bertram in I Griffin
- Totodile e Marisio in Pokémon
- Duffman in I Simpson
- Mr. 2 Bon Kurei in One Piece
- Drake Bell in ICarly
- Brett Dier in Jane the Virgin